# Troh
Le Troh est un ruisseau français du département de la Corrèze, affluent en rive gauche de la Vézère et sous-affluent de la Dordogne. 

## Géographie
Le Troh prend sa source à près de 450 mètres d'altitude, au nord-ouest du lieu-dit le Pont-Rouge, sur la commune de Saint-Jal. 
Il  passe au nord du village de Saint-Jal puis au sud-est de celui d'Espartignac avant de rejoindre la Vézère en rive gauche, vers 290 mètres d'altitude, au lieu-dit les Carderies, en limite des communes d'Uzerche et d'Espartignac.
Le Troh est long de 9,7 kilomètres.

### Affluents
Le Troh compte quatre petits affluents répertoriés par le Sandre.

### Communes et cantons traversés
Le Troh n'arrose que trois communes réparties sur deux cantons :
- Canton de Seilhac
  - Saint-Jal (source)
- Canton d'Uzerche
  - Espartignac (confluent)
  - Uzerche (confluent)